# بازلت
صخور البَازلت أو البَزَلْت أو النَّسَف أو النِسْفَة أو النَّشَف هي صخور نارية بركانية صلبة سوداء. تحتوي على نسبة أقل من 53% من السيليكا (SiO2).
صخر البازلت صخر ناري سطحي ويكون نسيجه (زجاجي) أو دقيق مجهري بسبب ان بلوراته تصلبت بالقرب من سطح الكوكب. يؤدي ذلك إلى عدم إعطاء الفرصة للايونات للتجمع حول مركز التبلور لذلك يكون نسيجه دقيقا جدا جدا. كما أن البازلت صخرة ثقيلة وصلبة عند لمسه فهو خشن وصعب جدا تفريقه ويعد ذا فائدة في مقاومته الشديدة للصدأ ويستفاد منه في أي مشروع كان.[بحاجة لمصدر]

## تعريف وخصائص

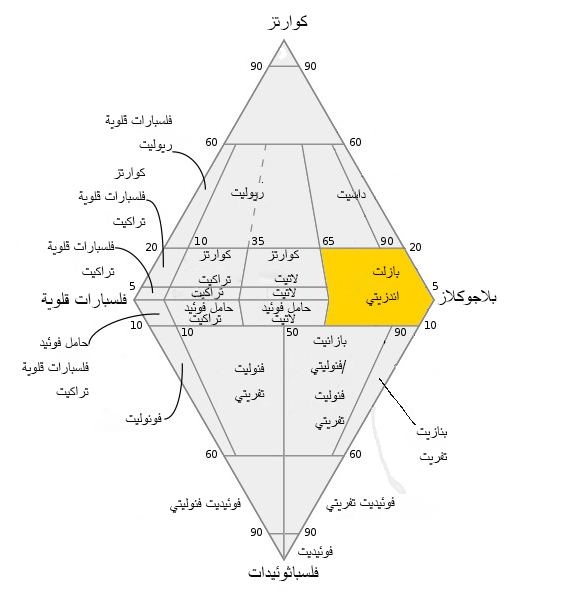
رسم تخطيطي لتصنيف الصخور البركانية.

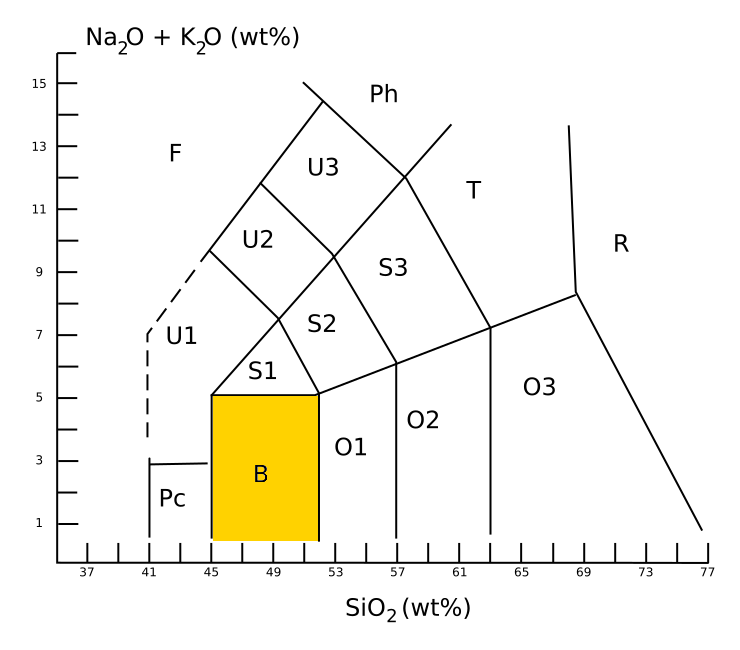
يقع البازلت في النطاق B على مخطط تصنيف TAS.

يُصنَِف الجيولوجيّون الصُّخور الناريَّة وفق مُحتواها المعدني، وذلك بتحديد النسب المئوية للحجم النسبي لكلٍّ من الكوارتز والفلدسبار القلوي والبلاجيوجلاز وأشباه الفلدسبارات (الفلسباثوئيدات) على وجهِ الخُصوص وذلك لأهميتهم.
وفق مخطط QAPF، وهو مخطط ثلاثي مزدوج يستخدم لتصنيف الصخور النارية بناءً على التركيب المعدني،(1) تُصنَّف الصخور النارية الأفانيتية على أنها بازلت عندما تتكون من أقل من 10٪ فلديسباثوئيد وأقل من 20٪ كوارتز، مع نسبة 65٪ على الأقل من البلاجيوجلاز ضمن محتواها من الفلدسبار. هذا يضع البازلت في مخطط QAPF في حقلٍ مع الأنديزيت (البازلت/أنديزيت) كما تتميز البازلت عن الأنديزيت باحتواء الأولى على السيليكا بنسبة تقل عن 52٪.
غالبًا ما يكون تحديد التركيب المعدني للصخور البركانية عملية غير عملية، نظرًا للصغر الشديد لمقاسات حبيبات هذه الصخور، فيصنفها الجيولوجيون كيميائيًا وفق المحتوى الكلي لأكاسيد المعادن القلوية والسيليكا (TAS) ذو الأهمية الخاصة. تُعرّف البازلت عندها على أنها صخور بركانية ذات محتوى من 45٪ إلى 52٪ من السيليكا ولا تتجاوز نسبة أكاسيد المعادن القلوية 5٪. يضع هذا البازلت في المجال B من مخطط TAS (مجموعة القلويات – سيليكا) ويصف تكوينه بالمافيك.

## الخواص
يمتلك هذا المعدن ميزات ومواصفات فنية متميزة وفريدة من نوعها وهي:
1. الصلابة وقوة الشد: تمتلك قضبان التسليح البازلتية قوة شد وصلابة اقوى بثلاث اضعاف مقارنة بقوة شد حديد التسليح وصلابته المساوي له بالثخانة.
2. الانحناء والتمدد: تعتبر قضبان التسليح البازلتية بمواصفاتها اعلى مقاومة للانحناء والتمدد مقارنة بقضبان حديد التسليح المساوي له بالثخانة.
3. المرونة: تمتلك قضبان التسليح البازلتية مرونة عالية عند الانحناء والتمدد.
4. مواصفات المرونة الخطية: تمتلك قضبان التسليح البازلتية مواصفات مرونة خطية وفقا " للاحمال – والإجهاد أو التوتر"  وعند الشد سيكون التمدد النسبي 5,6% فقط.
5. قابلية الصدأ والتآكل: تتميز قضبان التسليح البازلتية بقدرتها على مقاومة الصدأ والتآكل بنفس المستوى للفولاذ الستالنس – ومقاومة الوسط القلوي للبيتون.
6. الناقلية الحرارية: تتميز قضبان التسليح البازلتية بانخفاض الناقلية الحرارية مما يكسبها فعالية عالية لاي مشروع كان.
7. قابلية الاشتعال: تتميز قضبان التسليح البازلتية بانها غير قابلة للاشتعال.
8. امواج الراديو: تتميز قضبان التسليح البازلتية بانها شفافة لامواج الراديو (أي لا تعيق مرورها).
9. ناقلية الكهرباء: تتميز قضبان التسليح البازلتية بانها غير ناقلة للكهرباء أي لا تمرر الكهرباء.
10. التأثر بالحقول الكهرومغنطيسية: تعتبر قضبان التسليح البازلتية بانها خاملة امام الحقول الكهرومغنطيسية مما يسمح باستعماله في المنشآت التخصصية وخصوصا الطبية للتخلص من الاضطرابات الكهرومغنطيسية الذي تتحسس منه المعدات الطبية وغيرها من الاجهزة الطبية.
11. مقاومة المواد الكيميائية العدائية: تتميز قضبان التسليح البازلتية بميزة فريدة من نوعها بمقاومتها لتاثيرات المواد الكيميائية العدائية: مثل المواد الملحية المعدنية، ومياه البحر، ومياه الامونيوم، والكبريتية، والملحية، وهيدرو كلوريك وحموض الهيدرو فلوريك.
12. مجال درجة الحرارة في التطبيق: تتميز قضبان التسليح البازلتية بمجال حراري كبير في تطبيقاتها المختلفة من 70 درجة تحت الصفر وحتى 100 درجة مئوية وأكثر.
13. الوزن النوعي: تتميز قضبان التسليح البازلتية بخفة وزنها النوعي مقارنة بحديد التسليح فهي اخف بـ 5 مرات من وزن حديد التسليح.
14. العمر الزمني: تتميز قضبان التسليح البازلتية بطول العمر الزمني في الاستعمال – حتى 100 عام.
15. مرونة الاستعمال والتطبيق: تتميز قضبان التسليح البازلتية ببساطة واريحية في الاستعمال والتطبيق.
16. المنافسة السعرية والصيانة: تتميز قضبان التسليح البازلتية بانخفاض اسعارها مقارنة بحديد التسليح وسهولة تركيبها واصلاحها.
17. صديقة للبيئة: تتميز قضبان التسليح البازلتية بانها صديقة للبيئة.

## العمليات المرحلية للإنتاج
يتم تشكيل الالياف على شكل حزمة أو حبل مضفر يمرر عبر ماء ساخن للتحضير المسبق مع المزج وجرعة من اللاصق المثبت وعند مخرج الممر عبر جهاز الضغط – يوجد المغزال (اداة نسج) – حيث تتم ازالة اللاصق الفائض، ثم يسحب اللاصق المقوى والمشبع عبر حجرة حرارية حيث هناك تتم عملية البلمرة للصمام النهائي لللاصق اعتمادا على القطر حيث يتم قطعه وفقا لطول محدد أو ان يلف بوشائع اقطار منتجاتها البازلتية لغاية 10 مم.
التغذية الكهربائية المحددة في كل خط إنتاج حيث يتوفر جهد كهربائي ثلاثي الطور 380 فولت، 50 – 60 هرتز باستطاعة حمل 17 كيلوفولت ومعدل استهلاك لخط إنتاج واحد هو 10,7 كيلو وات / ساعة
 مواصفات المنتج 
| المواصفات الفنية                            | قضبان البازلتية المركبة | قضبان الالياف الزجاجية البلاستيكية | قضبان فولاذ كربونية   | تجهيزات ستانلس ستيل   |
| 1- قوة الشد: ميغا بار                       | 1200                    | 1000                               | 550                   | 550                   |
| 2- التوصيل الحراري                          | < 0,46                  | < 0,56                             | 56                    | 17                    |
| 3 – الكثافة غ / سم3                         | 2,0                     | 2,0                                | 7,8                   | 7,85                  |
| - 4 معامل المرونة - غيغا باسكال             | 50-55                   | 45                                 | 200                   | 200                   |
| مؤشرات السلامة                              |                         |                                    |                       |                       |
| 1- الموصلية الكهربائية                      | لا تمرر بمجال واسع      | لا تمرر التيار الكهربائي           | تمرر التيار الكهربائي | تمرر التيار الكهربائي |
| 2- المواصفات المغنطيسية                     | خاملة امام المغنطيس     | خاملة امام المغنطيس                | نشطة امام المغنطيس    | خاملة امام المغنطيس   |
| 3- مقاومة النيران- درجة                     | لغاية 300 درجة مئوية    | لغاية 150 درجة مئوية               | لغاية 600 درجة مئوية  | لغاية 600 درجة مئوية  |
| 4- مقاومة الصدأ والمواد الكيميائية العدائية | عالية جدا               | عالية                              | ضعيفة                 | عالية                 |

## الهوامش
1 QAPF: هو اختصار للأسماء الإنكليزية: Quartz Alkali-Feldspar Plagioclase Feldspathoid
2 المخطط عبارة عن مثلث مزدوج تشغل أركانه معادن الكوارتز والفلسبار القلوي والبلاجوكلاز والفلسبائويد.